# Памятник Пушкину (Пермь)
Памятник А. С. Пушкину в Перми установлен в сквере на Сибирской улице в Ленинском районе города.

## История
История памятника была сложной. Администрация Перми заказала изготовление памятника Пушкину ещё в начале 1980 г. Он был создан в 1983 г., когда были отлиты скульптура поэта, а также бронзовых фигурных решёток, составлявших единый ансамбль. Авторами памятника выступили скульптор В. М. Клыков и архитектор М. И. Футлик. Скульптурный ансамбль был самолётом доставлен из Москвы в Пермь, однако по каким-то причинам денег на установку памятника в бюджете не нашлось, и памятник был оставлен на задворках пермского завода «Моторостроитель», где оказался завален мусором и отходами. Здесь, в преддверии 185-летия со дня рождения Александра Сергеевича Пушкина, его и нашёл В. А. Турович. Но памятник не был установлен и снова оказался заброшенным на долгие годы.
15 ноября 1990 г. от поклонников творчества Пушкина и членов литературного клуба в депутатскую комиссию горисполкома Перми по культуре поступило обращение, в котором была изложена просьба установить в городе памятник. Работы велись под руководством Н. А. Зюзина. Но только в 1992 г. начались работы по сооружению бетонного фундамента и постамента, декоративной стены с бронзовыми барельефами по мотивам сказок Пушкина. Торжественное открытие памятника состоялось 6 июня 1993 г. в день рождения поэта. На следующий день прошли молебен и освящение постамента.
Памятник отлит из меди. Пушкин в цилиндре и плаще изображён медленно шагающим. Скульптура установлена на высоком постаменте, а площадка с памятником с северной стороны отделена полукруглой стенкой. Между колоннами стенки установлены шесть художественных решёток, которые иллюстрируют сцены из сказок Пушкина. Одно время решётки были выломаны вандалами, но в 2013 г. в связи с приездом прямых потомков поэта в Пермь их снова восстановили.
Скульптура является памятником монументального искусства регионального значения. Каждый год 6 июня около него собираются поклонники таланта поэта.